# Pileus (nuage)
Pour les articles homonymes, voir Pileus (homonymie).
Ne doit pas être confondu avec Pyrocumulus.
Un pileus (couvre-chef en latin) est un nuage annexe de faible extension horizontale et verticale, en forme de bonnet ou de capuchon qui se développe au-dessus du sommet d'un nuage convectif ou forme un nuage orographique stationnaire entourant le sommet d'une montagne. Ce dernier peut le transpercer et on observe assez souvent plusieurs pileus superposés,. 

## Formation
Le pileus se forme le plus souvent au-dessus de cumulus, cumulus bourgeonnants et les cumulonimbus associés avec un fort courant ascendant convectif qui pousse l'air dans toute la colonne. La vapeur d'eau contenue dans l'air en ascension est refroidie par détente adiabatique pour amener la saturation et la formation du nuage convectif. Celui-ci aura un sommet bien défini au-delà duquel la saturation ne peut être atteinte. Cependant, le mouvement peut se continuer au-delà du sommet et rencontrer une autre couche, stable celle-là, près de la saturation et donner un nuage secondaire, le pileus.

## Signification
La présence d'un pileus est indicateur d'un fort mouvement vertical. Si celui-ci se poursuit, il apportera de l'humidité des basses couches de l'atmosphère et le nuage convectif sous-jacent se propagera en altitude. Un pileus se formant au-dessus d'un cumulus est donc indicateur que ce dernier se transformera probablement en cumulus bourgeonnant ou même en cumulonimbus. 
Un cumulonimbus pileus, indique que l'orage sera probablement très fort et possiblement associé avec des phénomènes violents comme de la grêle ou des rafales descendantes.

## Pileus volcaniques et de relief
Un pileus peut se former au sommet d'un panache volcanique s'élevant à une vitesse importante de la même manière qu'avec un nuage convectif. Le pileus peut aussi être un nuage orographique stationnaire qui se forme au-dessus du sommet d'une montagne lorsque l'air humide est forcé mécaniquement vers le haut sur les pentes au vent et se dissipe de l'autre côté. Contrairement aux nuages lenticulaires qui sont en aval du relief, ils forment un dôme directement au-dessus d'une montagne ou d'une haute colline.

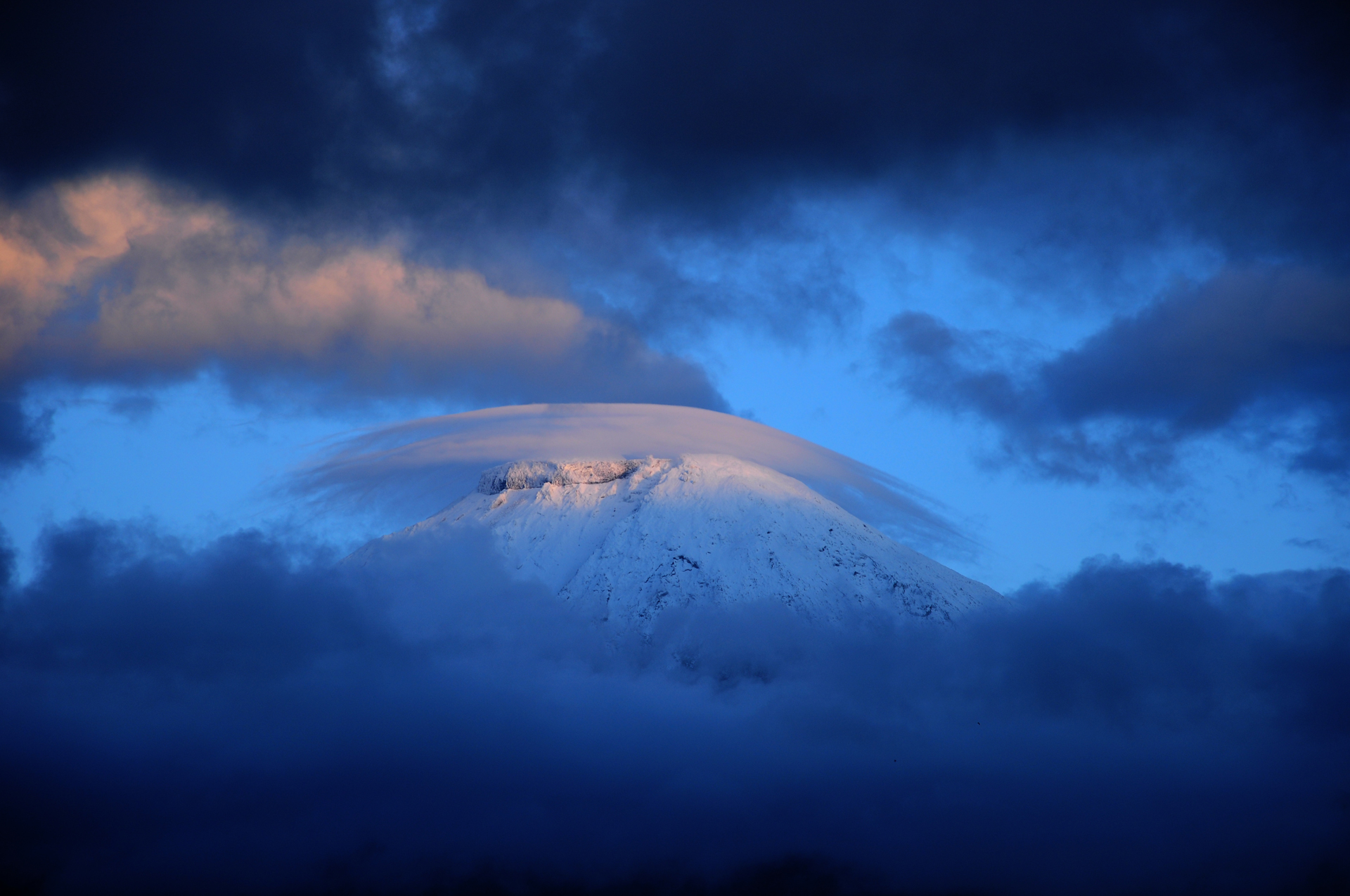
Pileus au sommet d'une montagne.
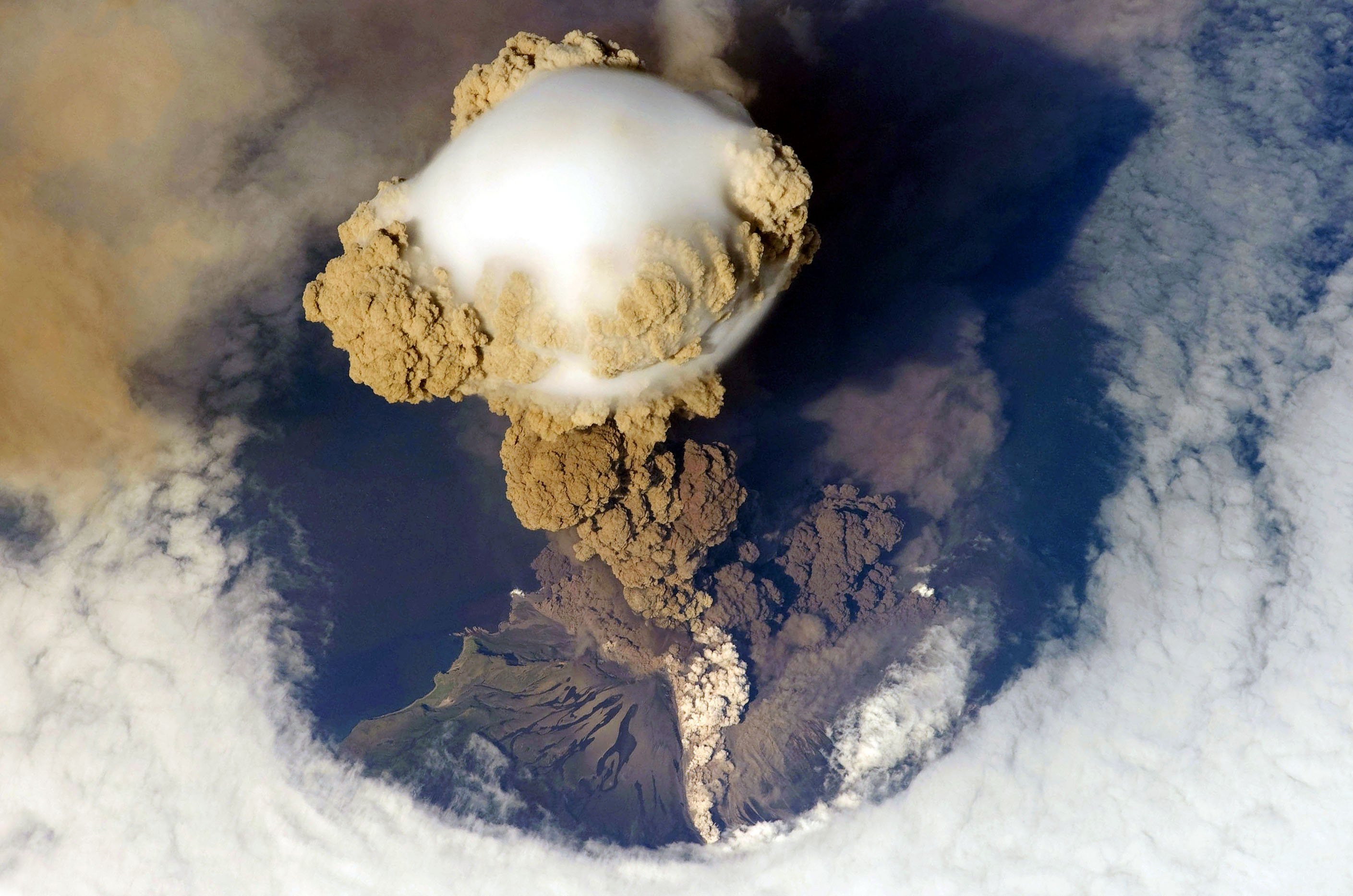
Panache volcanique coiffé d'un pileus s'élevant au-dessus du Sarychev dans les îles Kouriles au cours d'une éruption explosive de type plinienne.